# Skrbčići
Skrbčići (olaszul: Scherbe) falu Horvátországban Tengermellék-Hegyvidék megyében. Közigazgatásilag Krkhez tartozik.

## Fekvése
A Krk-sziget Šotoventonak nevezett nyugati részén Krk városától 8 km-re északnyugatra, a tengerparttól a Sveta Fuska és a Torkol-öböltől mintegy 2 km-re fekszik. Közvetlen szomszédságában a 104-es főút túloldalán található Pinezići falu. Közelében 2 km-re található a valbiskai kompkikötő, ahonnan a közeli Cres-szigetre indulnak a kompjáratok.

## Története
Területe a 15. század közepéig csak gyéren lakott volt, főként néhány módosabb vegliai család használta mezőgazdasági célokra. A Frangepánok, hogy fokozzák az adóból származó bevételeiket a 15. században velebiti vlachokat telepítettek ide, akik egy sajátos nyelvet az úgynevezett krki románt (krčkorumunjski) beszélték. A Linardići és Pinezići közötti területet ma is „Kambunnak” nevezik, mely szintén a krki románból származik és eredetileg mezőt jelentett. Kambun valamikor szintén falu volt, valószínűleg megfelel a mai Žgaljićinak. A Frangepánok krki uralma 1480-ig tartott, amikor Velence tartva attól, hogy a Mátyás magyar király elfoglalja Frangepán VII. Jánost a sziget átadására bírta. Ezt követően Krk szigetét a Velence által kinevezett kormányzók, velencei nemesek igazgatták, akik viszonylagos önállóságot élveztek.
A falut Krk első velencei kormányzója Antonio Vinciguerra 1489-ben említi először „Ordinationes” című munkájában. Ez a forrás eléggé megbízhatónak tűnik, mert az 1565-ös egyházlátogatás a települést sokkal korábbinak mondja. A 16. század elején a török veszély miatt a kontinens területeiről számos menekült érkezett ide. 1797-ben a napóleoni háborúk egyik következménye a Velencei Köztársaság megszűnése volt. Napóleon bukása után 1813-ban Krk osztrák kézre került. Ausztria 1822-ben a Kvarner szigeteivel együtt elválasztotta Dalmáciától és Isztriával kapcsolta össze, mely közvetlenül Bécs irányítása alá tartozott. 1867 és 1918 között az Osztrák–Magyar Monarchia része volt. 1857-ben 81, 1910-ben 122 lakosa volt.
Az Osztrák-Magyar Monarchia bukását rövid olasz uralom követte, majd a település a Szerb–Horvát–Szlovén Királyság része lett. A második világháború idején előbb olasz, majd német csapatok szállták meg. A háborút követően újra Jugoszlávia, majd az önálló horvát állam része lett. 2011-ben 152 lakosa volt. Skrbčići mezőgazdasági jellegű település, lakói főként földművelésből, állattartásból, olajbogyó termesztésből és halászatból éltek. Néhány iparos is él a településen. A turizmus a kis szálláshely kapacitás miatt itt nem fejlődött jelentősen.

## Lakosság
| Lakosság változása | Lakosság változása | Lakosság változása | Lakosság változása | Lakosság változása | Lakosság változása | Lakosság változása | Lakosság változása | Lakosság változása | Lakosság változása | Lakosság változása | Lakosság változása | Lakosság változása | Lakosság változása | Lakosság változása | Lakosság változása |
| ------------------ | ------------------ | ------------------ | ------------------ | ------------------ | ------------------ | ------------------ | ------------------ | ------------------ | ------------------ | ------------------ | ------------------ | ------------------ | ------------------ | ------------------ | ------------------ |
| 1857               | 1869               | 1880               | 1890               | 1900               | 1910               | 1921               | 1931               | 1948               | 1953               | 1961               | 1971               | 1981               | 1991               | 2001               | 2011               |
| 81                 | 89                 | 97                 | 125                | 114                | 122                | 148                | 132                | 141                | 146                | 139                | 131                | 153                | 140                | 145                | 152                |

## Nevezetességei
- Assisi Szent Ferenc tiszteletére szentelt temploma a 16. század végén, vagy a 17. század elején épült. Eredetileg magántemplomnak épült az építtető fiának Lovre Škrbának az emlékére. Idővel elhagyatottá vált, de Josip Brusić plébános a családdal egyetértésben megújíttatta és ezután a megegyezés szerint az ő tulajdonába ment át. Örököse unokaöccse Antun Bogović lett, aki fiával Itáliába távozott. A 20. század közepén ismét megújították és 1957. október 4-én újraszentelték. Azóta a település és a szomszédos Pinezići falu híveit szolgálja. A két falu közös temetője a tengerparthoz közel a régi plébániatemplom mellett található.
- Szent Miklós tiszteletére szentelt kápolnáját 1565-ben az egyházlátogatáskor említik. 1609-ben már egészen romos volt, mára nyoma sem maradt. A helyi hagyomány szerint a krki Cetinić (Zuttinis) család építtette.
- Szent Sixtus kápolnája Skrbčići és Linardići között, Žgaljići falu alatt található. A kápolnát már 1277-ben említik. A Linardići Szent Antal templom felépültéig volt csak használatban, azután elhagyták. A Szent Miklós kápolnától eltérően még ma is áll, falai és apszisa megmaradt. Hossza 6 méter, szélessége 3 méter.